# (37674) 1994 XH3
1994 XH3 (asteroide 37674) é um asteroide da cintura principal. Possui uma excentricidade de 0.07890840 e uma inclinação de 5.37861º.
Este asteroide foi descoberto no dia 2 de dezembro de 1994 por Spacewatch em Kitt Peak.